# Stade Rubén-Guifarro
Le stade Rubén-Guifarro est un stade de football situé à Catacamas au Honduras.